# Ozma
Ozma é uma banda de rock norte-americana. Seu som é uma mistura de power pop com influências de New Wave, apresentando guitarras fortes e agradáveis melodias de teclado (minimoog). A complexibilidade de suas músicas foi crescendo à medida que seus integrantes amadureciam, durante os 9 anos iniciais da banda. Separaram-se em 2004, embora tenham anunciado a sua volta em 2006 (com a formação original, com exceção do baterista Patrick Edwards).

## História
O Ozma foi formado em 1995 por Danniel Brummel (vocais/baixo), Ryen Slegr (vocais/guitarra), Patrick Edwards (bateria) and Jose Galvez (guitarra/vocais). Em 1996, Katherine Kieckhefer ingressou e começou a tocar teclado, mas foi substituída por Star Wick em 1998. 
Apesar de terem lançados alguns demos, a banda só começou a ficar famosa em 2001, quando foram selecionados para abrir os shows do Weezer. Depois disso, conseguiram assinar um contrato com a gravadora Kung Fu Records, que lançou os seus três cds.
A banda acabou se separando em julho de 2004, devido a atritos entre seus integrantes. No entanto, em janeiro de 2006 seus integrantes (com a exceção do baterista Patrick Edwards) anunciaram o retorno da banda, e fizeram uma grande turnê pelos Estados Unidos, juntamente com a banda The Rentals.
O mais novo cd da banda, "Pasadena", foi lançado em 2007.

## Discografia
- Ozma (Cuatro) (1996)
- Ozma (Ocho) (1997)
- Ozma (Songs of Inaudible Trucks and Cars) (1999)
- Ozma (Rock and Roll Part Three) (2000/2001)
- Ozma (The Doubble Donkey Disc) (2001/2002)
- Ozma (Spending Time on The Borderline) (2003)
- Ozma (Pasadena) (2007)
- Ozma (Boomtown) (2013)